# Louis Gillet
Louis Gillet (* 11. Dezember 1876 in Paris; † 1. Juli 1943 ebenda) war ein französischer Kunsthistoriker, Literarhistoriker und Mitglied der Académie française.

## Leben
Louis Gillet absolvierte ab 1896 die École normale supérieure, scheiterte aber an der Agrégation. 1901 war er Lektor an der Universität Greifswald, dann Philosophielehrer in  Lesneven. 1904 wurde er Lehrbeauftragter für Kunstgeschichte am Institut Catholique de Paris, 1907 Professor an der Universität Laval in Kanada. Von 1912 bis zu seinem Tod leitete er die von Nélie Jacquemart im Kloster Chaalis untergebrachte Kunstsammlung. Neben seinen zahlreichen Buchpublikationen schrieb er regelmäßig für die Revue des Deux Mondes. Ab 1937 war er Direktor der Société des Conférences de Paris.
Gillet, der schon als Kind durch Reisen mit den Eltern die Kunst Italiens und durch seinen Militärdienst die Kathedrale von Chartres entdeckt hatte, trat ab 1904 mit Veröffentlichungen über die französische und italienische Kunst hervor. Seine Kunstgeschichte der Bettelorden von 1912 wurde als Meisterwerk gewürdigt. In der von Gabriel Hanotaux in 15 Bänden herausgegebenen Histoire de la Nation française schrieb er den Band 11 über die Kunst (1922). Daneben publizierte er über englische Literatur (Shakespeare, James Joyce, D. H. Lawrence). Sein Dantebuch von 1941 wurde 1948 ins Deutsche übersetzt.
Gillet, der mit Auguste Rodin, Claude Monet, Péguy, Romain Rolland und Paul Claudel befreundet war, wurde 1935 in die Académie française (Sitz Nr. 13) gewählt. Er starb 1943 im Alter von 66 Jahren.
Louis Gillet war der Schwiegersohn von René Doumic und der Vater des Architekten Guillaume Gillet. In Sannois ist eine Straße nach ihm benannt.

## Werke (Auswahl)
- 1904. Nos maîtres d’autrefois. Les Primitifs français.
- 1907. Raphaël.
- 1913. La Peinture en Europe au XVIIe et au XVIIIe siècles.
- 1921. Watteau.
- 1921. La bataille de Verdun.
- 1922. Histoire des Arts. (Histoire de la Nation française, hrsg. von  Gabriel Hanotaux, Bd. 11)
- 1925. Lectures étrangères.
- 1927. Trois variations sur Claude Monet.
- 1928. La Peinture française. Moyen Age, Renaissance.
- 1928. Dans les montagnes sacrées. Orta, Varallo, Varese.
- 1929. Sainte Beuve et Alfred de Vigny. Lettres inédites.
- 1929. La Cathédrale de Chartres.
- 1931. Shakespeare.
- 1934. Rome et Naples.
- 1935. Londres et Rome.
- 1935. La cathédrale vivante.
- 1937. Rayons et ombres d’Allemagne.
- 1937. Essai sur l’art français.
- 1937. Rayons et ombres d’Allemagne. Flammarion, Paris.
- 1941. Dante. Flammarion, Paris.
  - (deutsch) Dante. Aus dem Französischen übersetzt von Joseph Niederehe. H. von Chamier, Essen 1948. (Geleitwort von Friedrich Schneider.)
- 1949. Correspondance entre Louis Gillet et Romain Rolland.